# Кириллов, Анатолий Семёнович
Анатолий Семёнович Кириллов (31 декабря 1924 — 30 марта 1987) — генерал-майор Советской Армии (1968), заместитель начальника космодрома «Байконур» по космической тематике (1967—1969), начальник стартовой команды во время первого в мире запуска человека в космос (12 апреля 1961 г.). Участник Великой Отечественной войны. Герой Социалистического Труда (1961).

## Биография
Анатолий Кириллов родился 31 декабря 1924 года в городе Мытищи (ныне Московская область). В мае 1942 года был призван на службу в Рабоче-крестьянскую Красную Армию. В 1943 году он окончил 1-е Московское гвардейское миномётно-артиллерийское училище имени Л. Б. Красина. С сентября 1943 года — на фронтах Великой Отечественной войны. Воевал в должности начальника разведки, затем командира батареи гвардейских реактивных миномётов («Катюш») 40-го отдельного гвардейского миномётного дивизиона 7-го механизированного корпуса на 2-м и 3-м Украинских фронтах.
Приказом по 7 мк №: 16/н от: 11.09.1944 года гвардии лейтенант Кириллов награждён орденом Красной Звезды, за то что во время окружения Кишиневской группировки силами своей батареи уничтожил несколько десятков и взял в плен 56 румынских солдат, без потерь в личном составе.
В августе 1945 года участвовал в советско-японской войне в составе Забайкальского фронта. Приказом по 7 мк №: 34/н от: 28.09.1945 года начальник разведки 40-го огмд гвардии лейтенант Кириллов награждён орденом Отечественной войны 2-й степени.

## После войны
После войны служил в составе группы войск Приморского военного округа на Квантунском полуострове в районе города Порт-Артур (1945—1949).Член ВКП(б)/КПСС с 1947 года.
В 1955 году Кириллов окончил Военную артиллерийскую академию имени Ф. Э. Дзержинского, после чего служил на 5-м научно-исследовательском испытательном полигоне Министерства обороны СССР (космодром «Байконур»), где прошёл путь от начальника стартовой команды до начальника 1-го управления полигона. Учaствовал в подготовкe к пepвомy пилотируемому космическому полёту как один из основных руководителей работ по лётной отработке ракеты-носителя и корабля «Восток».

Слева направо в первом ряду Ю. А. Гагарин, А. С. Кириллов (2-й слева) и Е. В. Шабаров (в очках 2-й справа)

Был начальником стартовой команды («стреляющим») во время запуска 12 апреля 1961 года первого в мире космонавта Ю. А. Гагарина, отдавал команды по этапам пуска ракеты и контролировал их выполнение, наблюдая ракету в перископ из командного бункера. Его дублёром у второго перископа был Л. А. Воскресенский — заместитель главного конструктора С. П. Королёва по испытаниям.
За «большой вклад в создание ракетной техники и осуществление первого в мире полёта человека в космос» инженер-подполковнику А. С. Кириллову было присвоено звание Героя Социалистического Труда с вручением ордена Ленина и медали «Серп и Молот» (непубликовавшийся Указ Президиума Верховного Совета СССР от 17 июня 1961 года).
С 1967 года был заместителем начальника научно-испытательного полигона № 5 Министерства обороны СССР (космодрома «Байконур»). C июня 1969 года был прикомандирован к Министерству общего машиностроения СССР с оставлением на действительной военной службе. В ноябре 1977 года в звании генерал-майора Кириллов был уволен в запас. Проживал в Москве, работал директором Центрального лектория общества «Знание», был членом правления общества. С 1982 года — старший научный сотрудник Московского авиационного технологического института.

## Смерть
Умер 30 марта 1987 года, похоронен на Кунцевском кладбище Москвы.

## Награды[1]
- Золотая медаль «Серп и молот» Героя Социалистического Труда (1961)

### Ордена
- Ленина (дважды — 1961, 1966)

Могила А. С. Кириллова на Кунцевском кладбище Москвы

- Отечественной войны I степени (1985)
- Отечественной войны II степени (1945)
- Красной Звезды (1944)[8]
- «Знак Почёта» (1957)

### Медали
- «За боевые заслуги»
- «За Победу над Германией в Великой Отечественной войне 1941—1945 гг.»
- «За победу над Японией»
- Юбилейные медали к годовщинам Победы и годовщинам Вооружённых сил СССР

### Почётное звание
- Заслуженный деятель науки и техники Казахской ССР